# Jedov

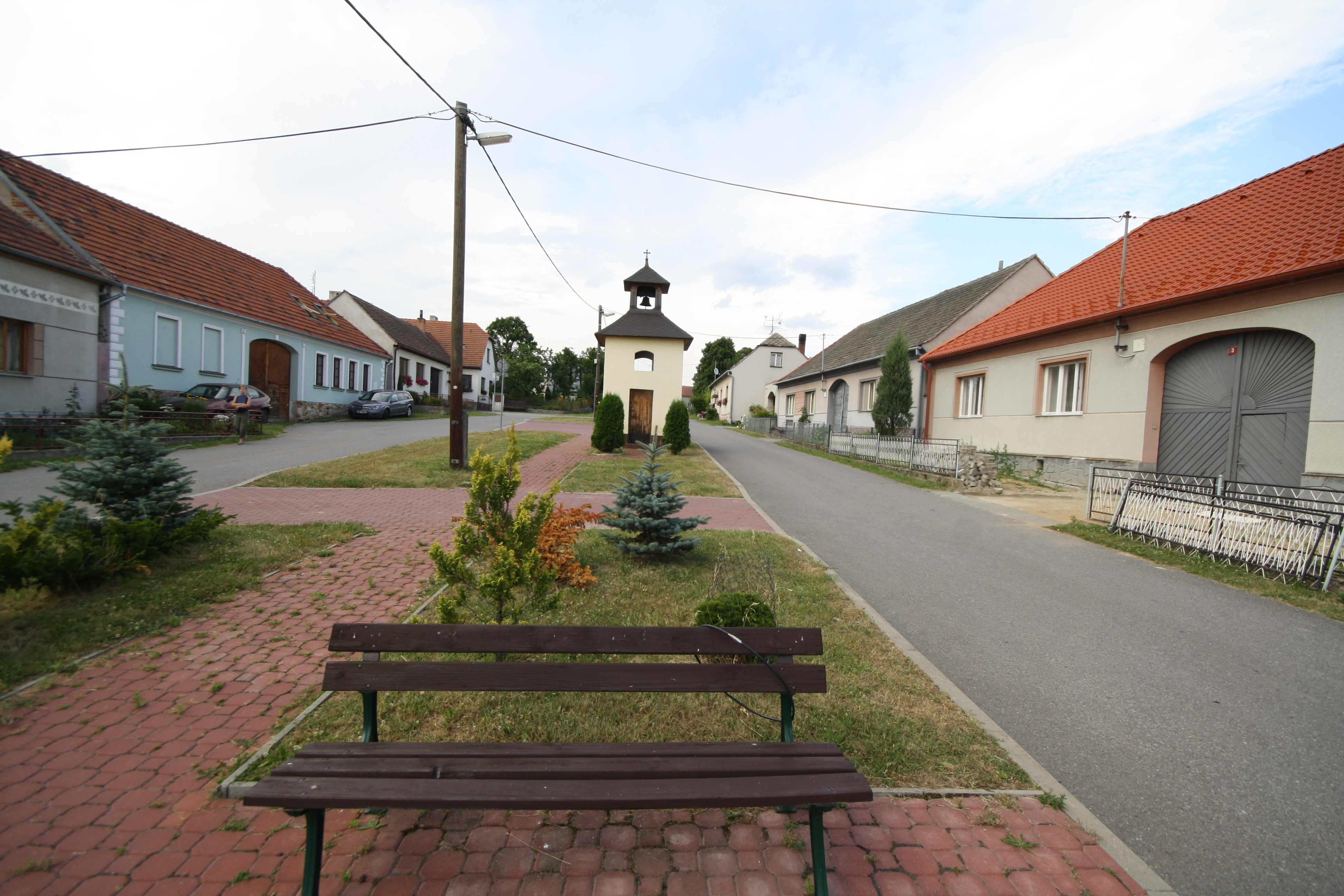
Dorfplatz

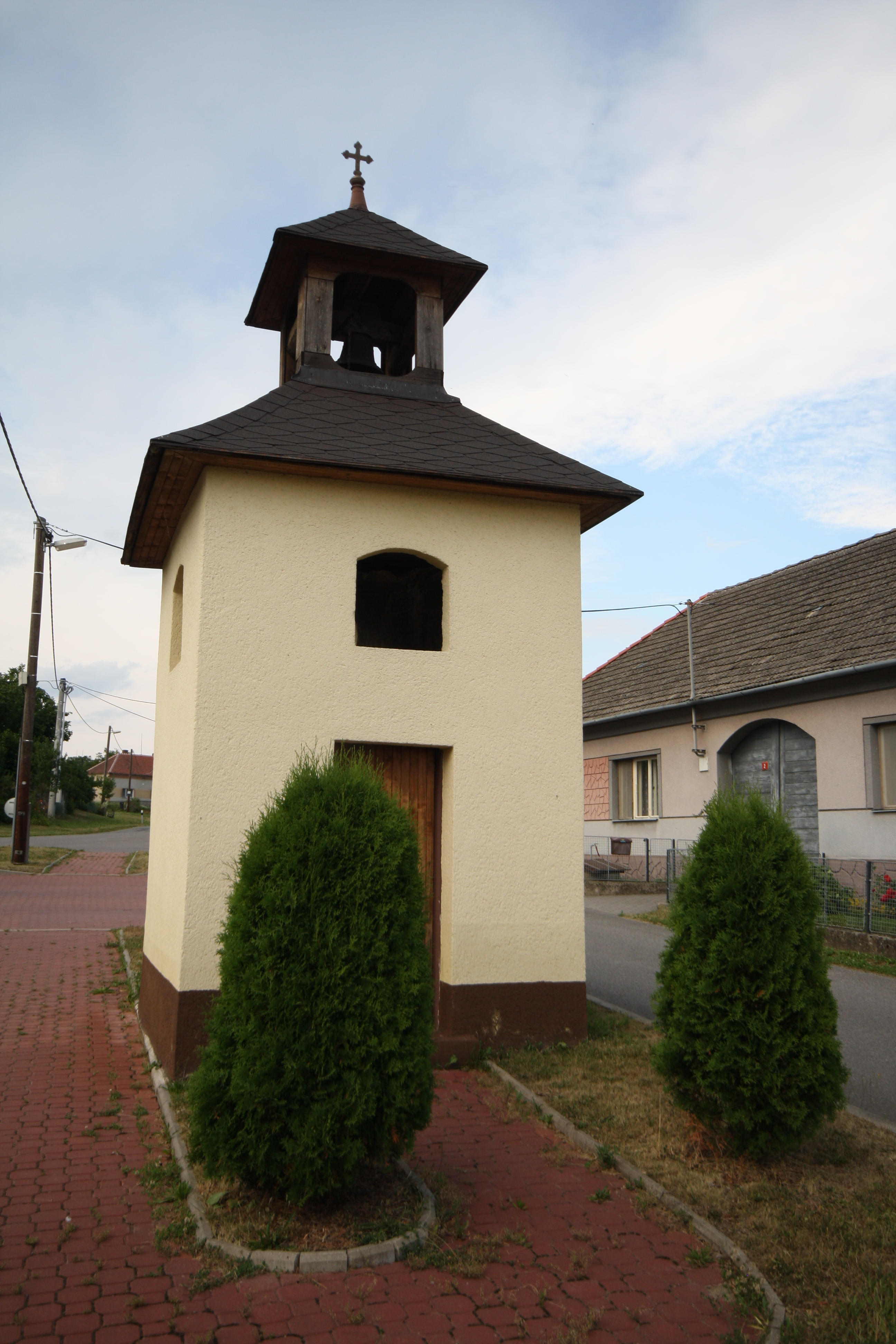
Glockenturm

Jedov (deutsch Jedow) ist ein Ortsteil der Stadt Náměšť nad Oslavou in Tschechien. Er liegt zwei Kilometer nördlich von Náměšť nad Oslavou und gehört zum Okres Třebíč.

## Geographie
Jedov befindet sich linksseitig über dem Tal der Oslava in den Ausläufern der Křižanovská vrchovina (Krischanauer Bergland) im Süden der Böhmisch-Mährischen Höhe. Das Dorf liegt im Quellgebiet eines kleinen Zuflusses zur Oslava. Gegen Westen erstreckt sich das bewaldete Tal des Baches Pucovský potok; südöstlich ds Tal des Otradický potok. Nördlich erheben sich die Kobelčiny (457 m n.m.), im Nordosten die Horní padělky (499 m n.m.) und im Süden die Baba (433 m n.m.).
Nachbarorte sind Jasinka, Čikov, Důl Pucov und Jasenice im Norden, Pucov im Nordosten, Jinošov und Hluboké im Osten, Otradice und Kralice nad Oslavou im Südosten, Jedovský Mlýn und Náměšť nad Oslavou im Süden, Vícenice u Náměště nad Oslavou, Padrtův Mlýn, Placký Dvůr und Okarec im Südwesten, U Nádraží im Westen sowie Ocmanice und Naloučany im Nordwesten.

## Geschichte
Die erste schriftliche Erwähnung des Gutes Jedov erfolgte im Jahre 1365 als Besitz des Tas von Tassau. Es wird angenommen, dass zu dieser Zeit eine Feste in Jedov bestand. Bis 1390 gehörte das Dorf zu den Gütern der Herrschaft Tassau. Johann von Tassau verkaufte 1390 eine Hälfte des Dorfes an die Brüder Zdeněk, Johann und Peter von Libořice. Im Jahre 1445 erwarb Sigismund von Chlewsko zusammen mit der Hälfte des Gutes Tassau die andere Hälfte von Jedov sowie eine Hälfte von Neustift. Johann von Bezděkow trat 1480 den von seinem Vater geerbten Anteil von Jedov an Johann von Chlewsko an, der damit Besitzer des ganzen Dorfes wurde und dieses der Dorothea von Žerawic überließ. Dabei wurde die Feste Jedov zum einzigen Male urkundlich erwähnt. Noch vor 1500 wurde Jedov dem Gut Kralitz zugeschlagen. 1521 wurde Jedov vom Gut Kralitz abgetrennt und an den Besitzer des Gutes Namiescht, Wenzel von Lomnitz, verkauft.
Im Jahre 1837 bestand das im Znaimer Kreis auf einer Anhöhe gelegene Dorf Jedow bzw. Gedow aus 26 Häusern, in denen 199 Personen lebten. Zu Jedow konskribiert war die Neumühle an der Oslawa mit einer Brettsäge. Pfarrort war Jeneschau. Bis zur Mitte des 19. Jahrhunderts blieb Jedow der Fideikommissgrafschaft Namiest untertänig.
Nach der Aufhebung der Patrimonialherrschaften bildete Jedov / Jedow ab 1849 einen Ortsteil der Marktgemeinde Namiest im Gerichtsbezirk Namiest. Ab 1869 gehörte Jedov zum Bezirk Trebitsch. Zu dieser Zeit hatte das Dorf 186 Einwohner und bestand aus 26 Häusern. In den 1890er Jahren löste sich Jedov von Náměšť los und bildete eine eigene Gemeinde. Im Jahre 1900 lebten in Jedov 201 Personen; 1910 waren es 213. Beim Zensus von 1921 lebten in den 32 Häusern der Gemeinde 187 Tschechen. Im Jahre 1930 bestand Jedov aus 33 Häusern und hatte 178 Einwohner. Zwischen 1939 und 1945 gehörte Jedov / Jedow zum Protektorat Böhmen und Mähren. 1948 wurde die Gemeinde dem Okres Velká Bíteš zugeordnet. Im Jahre 1950 hatte Jedov 121 Einwohner. Im Zuge der Gebietsreform und der Aufhebung des Okres Velká Bíteš wurde die Gemeinde am 1. Juli 1960 dem Okres Třebíč zugewiesen. Zum 1. April 1976 erfolgte die Eingemeindung nach Náměšť nad Oslavou. Beim Zensus von 2001 lebten in den 26 Häusern von Jedov 68 Personen.

## Gemeindegliederung
Zu Jedov gehört die Einschicht Jedovský Mlýn (Neue Jedower Mühle). Der Ortsteil bildet einen Katastralbezirk.

## Sehenswürdigkeiten
- Glockenturm auf dem Dorfplatz
- Sandsteinkreuz im Oberdorf, geschaffen 1904
- Steinernes Wegekreuz bei Jedovský Mlýn